# Ana Birchall
Ana Birchall (născută Ana Călin; n. 30 august 1973, Mizil, România) este  avocată și politiciană româncă. 
Începând din 2012, a fost deputată aleasă în județul Vaslui pe listele Partidului Social Democrat (PSD). În timpul guvernării Ponta, din aprilie 2014 Ana Birchall a fost înaltă reprezentantă al prim-ministrului pentru afaceri europene și parteneriatul cu SUA. Din 4 ianuarie 2017 până în luna iunie a aceluiași an, a ocupat funcția de ministru delegat pentru Afaceri Europene în Guvernul Grindeanu și, între 9 și 23 februarie 2017, a asigurat interimatul postului de ministru al justiției după demisia lui Florin Iordache în urma protestelor generate de promovarea ordonanței de urgență ce decriminaliza unele fapte de corupție. Între 24 aprilie 2019 și 4 noiembrie 2019 a ocupat funcția de ministru al Justiției în Guvernul Dăncilă.
În cadrul PSD, Ana Birchall a fost Secretar General Adjunct pentru Relații Internaționale al partidului.
În data de 12 noiembrie 2019 a fost exclusă din Partidului Social Democrat (PSD) ca pedeapsă pentru că în calitate de ministru al justiției a cerut desființarea Secției Speciale pentru Investigarea magistraților.

## Biografie
Ana Birchall a copilărit în comuna Fulga din județul Prahova.
Ana Birchall este licențiată în științe juridice și șefă de promoție a Universității din București. A ales să urmeze cursurile de masterat în drept la Yale Law School din SUA. A absolvit masteratul în drept cu mențiunea „magna cum laude” în cursuri precum „Dreptul falimentului”, „Reorganizare financiară – bancară și comercială și dreptul internațional”.
Ana Birchall și-a continuat studiile la Yale Law School, urmând cursurile de doctorat sub îndrumarea decanului facultății, Anthony T. Kronman. Tema lucrării ei de doctorat este „Dreptul falimentului aplicat sistemelor bancare din țările Europei centrale și de est”, o analiză comparativă a dreptului falimentului aplicabil sistemului bancar din SUA, Marea Britanie, Franța, Germania, România, Ungaria, Polonia și Cehia. Pe întreaga perioadă a studiilor de doctorat a beneficiat de bursa „Goldman Scholarship”, acordată de Yale Law School.
Este membru în Comitetul Executiv al Yale Law School Association, Yale Law School.
A fost șef Oficiu Juridic la Omniasig între 1996 și 1998.
După terminarea doctoratului, Ana Birchall a lucrat ca avocat pe Wall Street în New York cu casa de avocatură White & Case, în cazuri precum: ENRON, MCI-Worldcom, United Airlines, US AIR și UPC.
În 2003 Ana Birchall a decis să revină în România și să intre în politică, începându-și această carieră de pe poziția de consilier al ministrului afacerilor externe, apoi secretar executiv PSD pentru egalitate de șanse, șefă a Departamentului de educație publică și cercetare al PSD și purtătoare de cuvânt a PSD București.

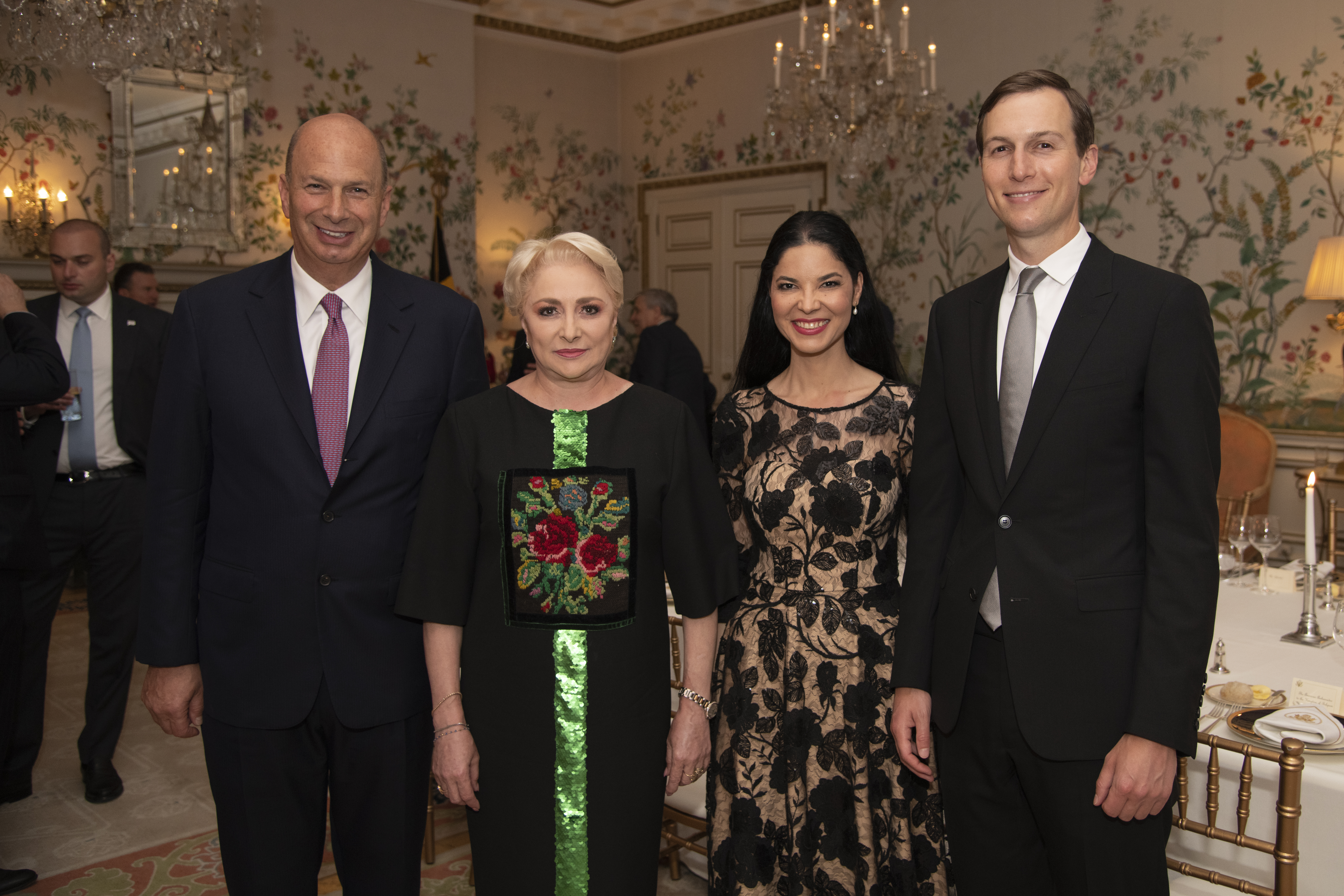
Sondland, Dăncilă, Birchall și Kushner 2019

Ana Birchall este avocat, membru al Baroului București, și din 2008 a reluat colaborarea cu firma de avocatură White & Case LLP din New York, fiind responsabil al grupului de practică din domeniul insolvenței, restructurărilor financiare-bancare și faliment.
Începând cu luna aprilie 2010 Ana Birchall s-a alăturat firmei de avocatură Biriș Goran în calitate de șefă a grupului de practică în restructurări financiare și insolvență. Din 2012 s-a alăturat firmei de avocatură Mușat & Asociații în calitate de Of Counsel. 
Ana Birchall a fost consilier al Primului Ministru și secretar executiv PSD.

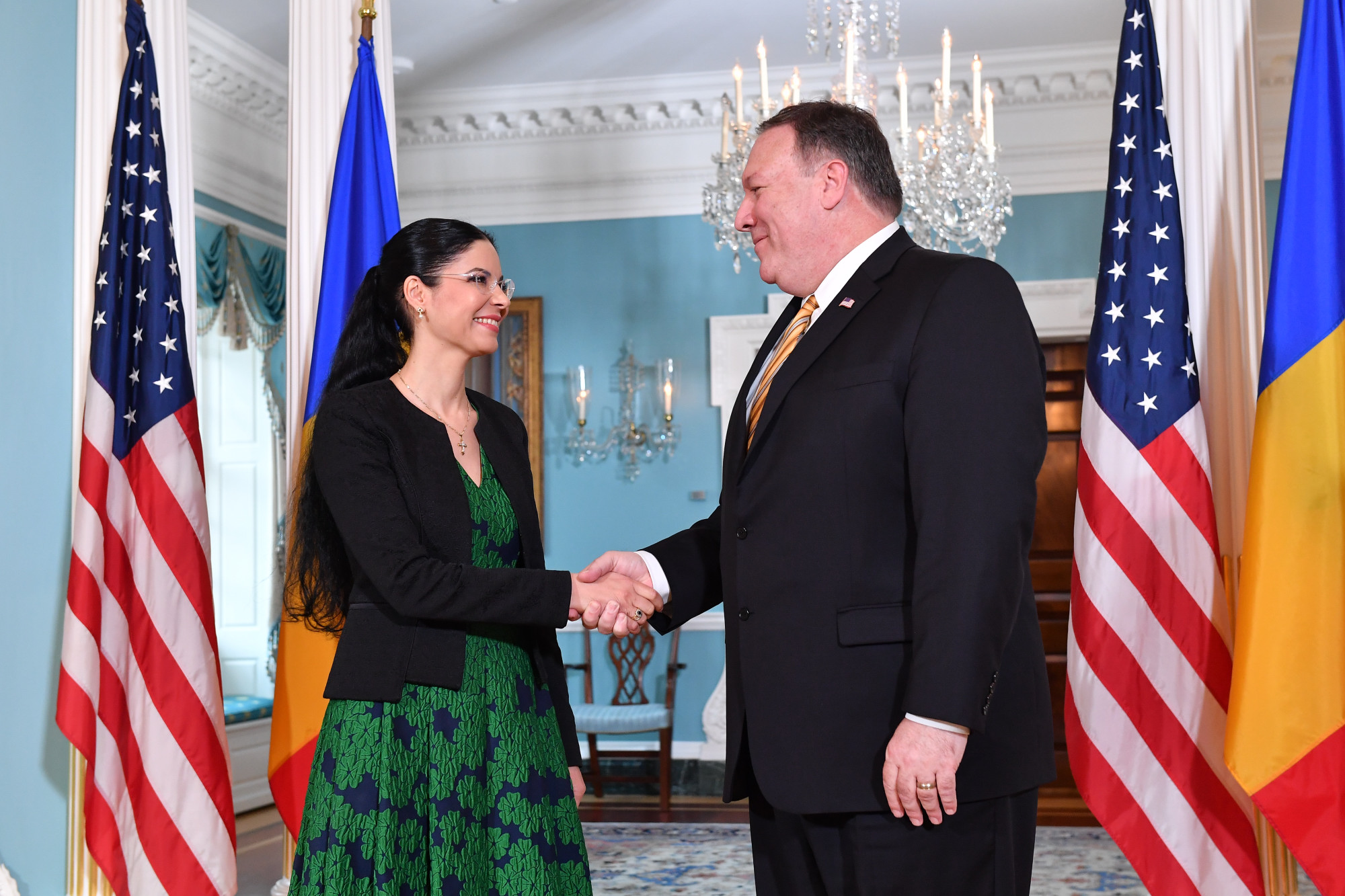
Secretarul de stat Mike Pompeo și viceprim-ministrul Ana Birchall

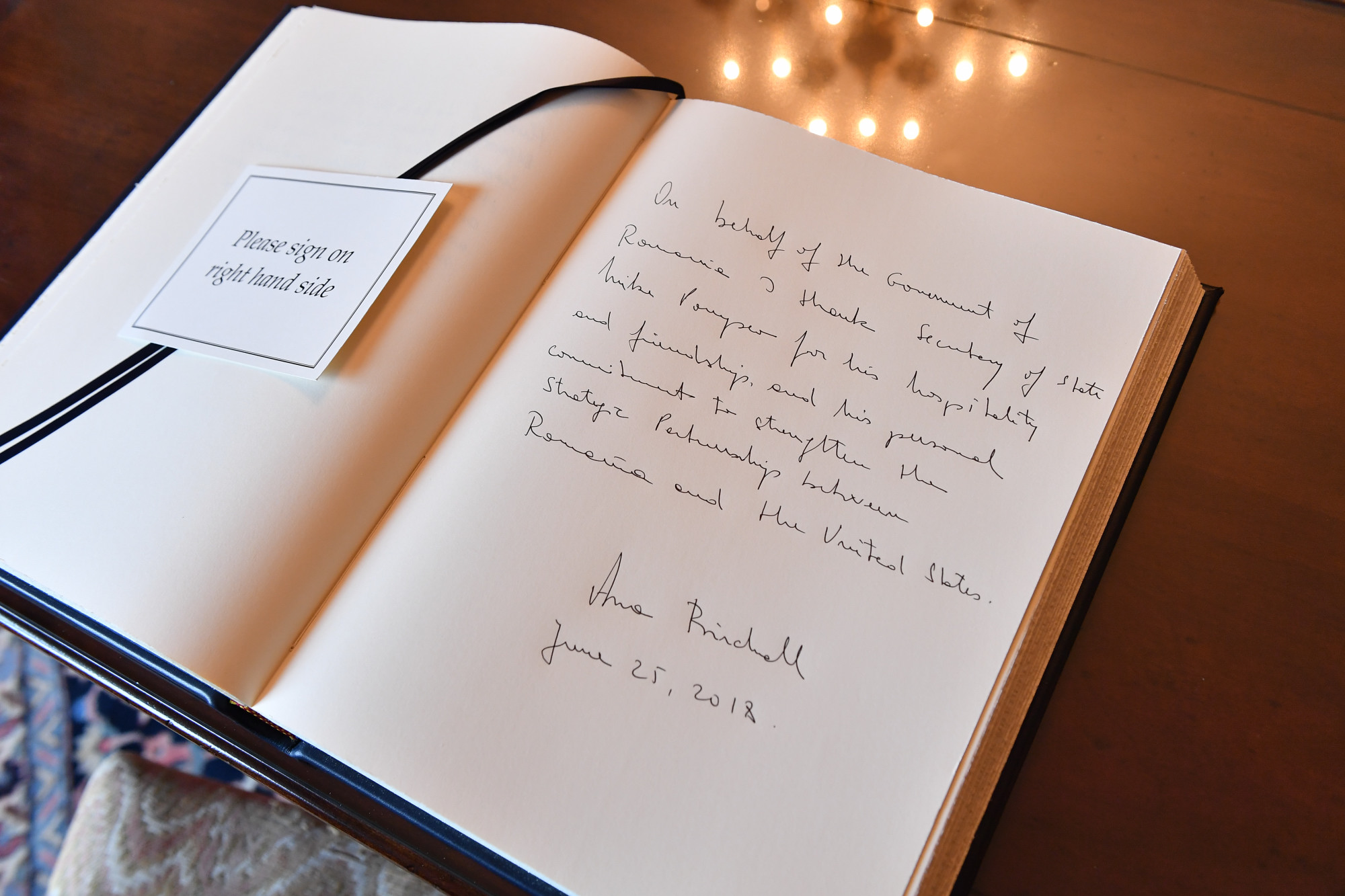
Cartea de onoare a Departamentului de Stat SUA semnată de Ana Birchall în 2018

Totodată, Ana Birchall și-a continuat cariera academică fiind titularul cursului „Procedura insolvenței: reorganizarea judiciară și procedura falimentului” la Universitatea „Dimitrie Cantemir” din București, coordonatoare a grupului de cercetare privind dreptul falimentului și restructurări financiar-bancare la aceeași universitate. De asemenea, Birchall este titulara aceluiași curs la Universitatea Ovidius din Constanța.
În calitate de membru PSD a fost aleasă deputat în circumscripția electorală nr. 39 Vaslui, la alegerile din 2012 și 2016.
Din aprilie 2014 a fost numită Înalt reprezentant al Primului Ministru pentru afaceri europene și parteneriatul cu SUA.
A fost reprezentant special pentru proiecte strategice și relații internaționale la Nuclearelectrica între 2022 și 2024.
Candidează ca independent la alegerile prezidențiale din noiembrie 2024 cu sloganul „Ne facem bine!”
În 1998 Ana s-a căsătorit cu omul de afaceri britanic Martyn Birchall la Biserica Sfântul Elefterie din București. Au împreună un băiat, Andrew, născut în 2001, și locuiesc în București.
Deși la alegerile parlamentare din 2024 a exprimat susținerea pentru partidul SENS, unul, teoretic, de stânga, Ana Birchall a enunțat idei politice, economice și sociale, așa cum însăși domnia sa a specificat, centriste, cu ocazia Alegerilor Prezidențiale anulate din 2024. Este o susținătoare a uniunilor civile între persoane de același sex și adopție de copii, de asemenea, dorind hotărât să implementeze o reformă a justiției. Printre măsurile incluse de reforma justiției propusă de Ana Birchall, se numără interzicerea judecătorilor de la CCR de a fi membri ai vreunui partid politic cu 10 ani înainte de învestirea in funcție.

## Controverse
În mai 2008 a fost înregistrată pe numele ei o cerere de divorț la Judecătoria Sectorului 1 București. Ana Birchall a demonstrat că CNP-ul este greșit, iar semnătura nu este a ei. Ea a mai afirmat că acest scandal este menit să o discrediteze, înaintea alegerilor locale și parlamentare, numele ei fiind vehiculat ca un potențial ministru al educației.
Ana Birchall este cunoscută pentru activitatea și proiectele politice pe care le-a inițiat și promovat în special în zona socială (egalitate de șanse, familie, tineret, educație și cercetare). În domeniul educației și cercetării, a inițiat și susținut semnarea Pactului Național pentru Educație.
În luna septembrie 2008, în plină campanie electorală pentru alegerile parlamentare, practic exact în ziua în care era confirmată drept candidată pentru un loc în Camera Deputaților, Ana Birchall a făcut obiectul unui alt scandal, pornit de reporterul Iosif Buble de la Antena 1 care a lansat pe Internet o înregistrare video, de 34 secunde, în care o femeie care aparent prezenta semnalmentele Anei Birchall și un bărbat necunoscut erau prezentați în ipostaze intime.  Ana Birchall l-a dat în judecată pe Iosif Buble și a câștigat procesul. Instanța de judecată a reținut și condamnat campania de defăimare și denigrare desfășurată de Iosif Buble la adresa Anei Birchall și a familie acesteia prin răspândirea de informații și materiale false cu scopul de a îi distruge cariera politică.